# Audan Qarmaqschy
Der Audan Qarmaqschy (kasachisch Қармақшы ауданы Qarmaqschy audany, russisch Кармакшинский район Karmakschinski rajon) ist ein Bezirk im Gebiet Qysylorda in Kasachstan.

## Geografie
Der Audan Qarmaqschy liegt im Süden Kasachstans im Gebiet Qysylorda. Er grenzt im Norden an den Audan Ulytau im Gebiet Ulytau, im Osten an den Audan Schalaghasch und im Süden an die autonome Republik Karakalpakistan sowie die Provinz Navoiy in Usbekistan. Im Westen grenzt der Bezirk an den Audan Qasaly. Im Audan Qarmaqschy liegt zudem die Stadt Baikonur, die nicht zum Audan Qarmaqschy gehört, sondern einen eigenen städtischen Bezirk darstellt. Die Stadt Baikonur wird seit Ende 1994 von Russland gepachtet und steht zudem unter russischer Verwaltung. Nördlich der Stadt liegt das Kosmodrom Baikonur, der derzeit größte Weltraumbahnhof der Welt.
Die Landschaft ist flach und trocken. Im Norden erstreckt sich die Aral Qaraqum, eine Sandwüste nordöstlich des Aralsees. Im zentralen Bereich des Bezirks gibt es eine Steppenregion, die vom Syrdarja durchflossen wird. Das Wasser des Syrdarja wird südöstlich von Schossaly intensiv zur Bewässerung in der Landwirtschaft eingesetzt. Die Anbauflächen befinden sich an der westlichen Seite des Flusses, dessen Wasser durch ein Kanalsystem zu den Feldern geleitet wird. Südlich des Syrdarja schließt sich die Sandwüste Kysylkum an.

## Bevölkerung
Bei der Volkszählung 1999 hatte der Audan Qarmaqschy 45.355 Einwohner. Die Volkszählung 2009 ergab für den Bezirk eine Einwohnerzahl von 50.106. Bei der letzten Volkszählung 2021 lebten 51.730 Menschen im Audan Qarmaqschy. Die Fortschreibung der Bevölkerungszahl ergab zum 1. Januar 2025 eine Einwohnerzahl von 51.489.
| Einwohnerentwicklung               | Einwohnerentwicklung | Einwohnerentwicklung | Einwohnerentwicklung | Einwohnerentwicklung | Einwohnerentwicklung | Einwohnerentwicklung | Einwohnerentwicklung |
| 1939                               | 1959                 | 1970                 | 1979                 | 1989                 | 1999                 | 2009                 | 2021                 |
| ---------------------------------- | -------------------- | -------------------- | -------------------- | -------------------- | -------------------- | -------------------- | -------------------- |
| 41.893                             | 28.525               | 41.708               | 42.945               | 40.662               | 45.355               | 50.106               | 51.730               |
| Anmerkung: Volkszählungsergebnisse |                      |                      |                      |                      |                      |                      |                      |

## Verwaltungsgliederung
Der Audan Qarmaqschy ist in 14 ländliche Bezirke (kasachisch Ауылдық округ Auyldyq okrug; russisch Сельский округ Selski okrug) gegliedert (Stand: 2021).
| Ländlicher Kreis         | Einwohner | Einwohner | Orte                                               |
| Ländlicher Kreis         | 2009      | 2021      | Orte                                               |
| ------------------------ | --------- | --------- | -------------------------------------------------- |
| Aldaschbai Achun         | 927       | 727       | Aldaschbai Achun                                   |
| Aqai                     | 3.853     | 5.478     | Aqai                                               |
| Aqschar                  | 2.293     | 1.807     | Aqschar                                            |
| Aqtöbe                   | 2.214     | 1.621     | Aqtöbe                                             |
| Dauylköl                 | 2.240     | 1.728     | Turmaghanbet                                       |
| Iirköl                   | 912       | 676       | Iirköl                                             |
| Kömekbajew               | 1.625     | 1.398     | Kekireli, Kömekbajew, Schobanqasghan               |
| Qarmaqschy               | 1.343     | 1.163     | Abyla, Anaköl, Qysyltam                            |
| Quandarija               | 931       | 719       | Quandarija                                         |
| Schangaschol             | 1.766     | 2.147     | Dür Ongghar                                        |
| Schossaly                | 19.367    | 20.351    | Diirmentöbe, Ordasy, Qorqyt, Sarytoghai, Schossaly |
| Schossaly                | 526       | 468       | Törebai Bi                                         |
| Töretam                  | 9.548     | 11.004    | Töretam                                            |
| Üschinschi Internazional | 2.561     | 2.443     | Üschinschi Internazional                           |

## Kultur und Sehenswürdigkeiten

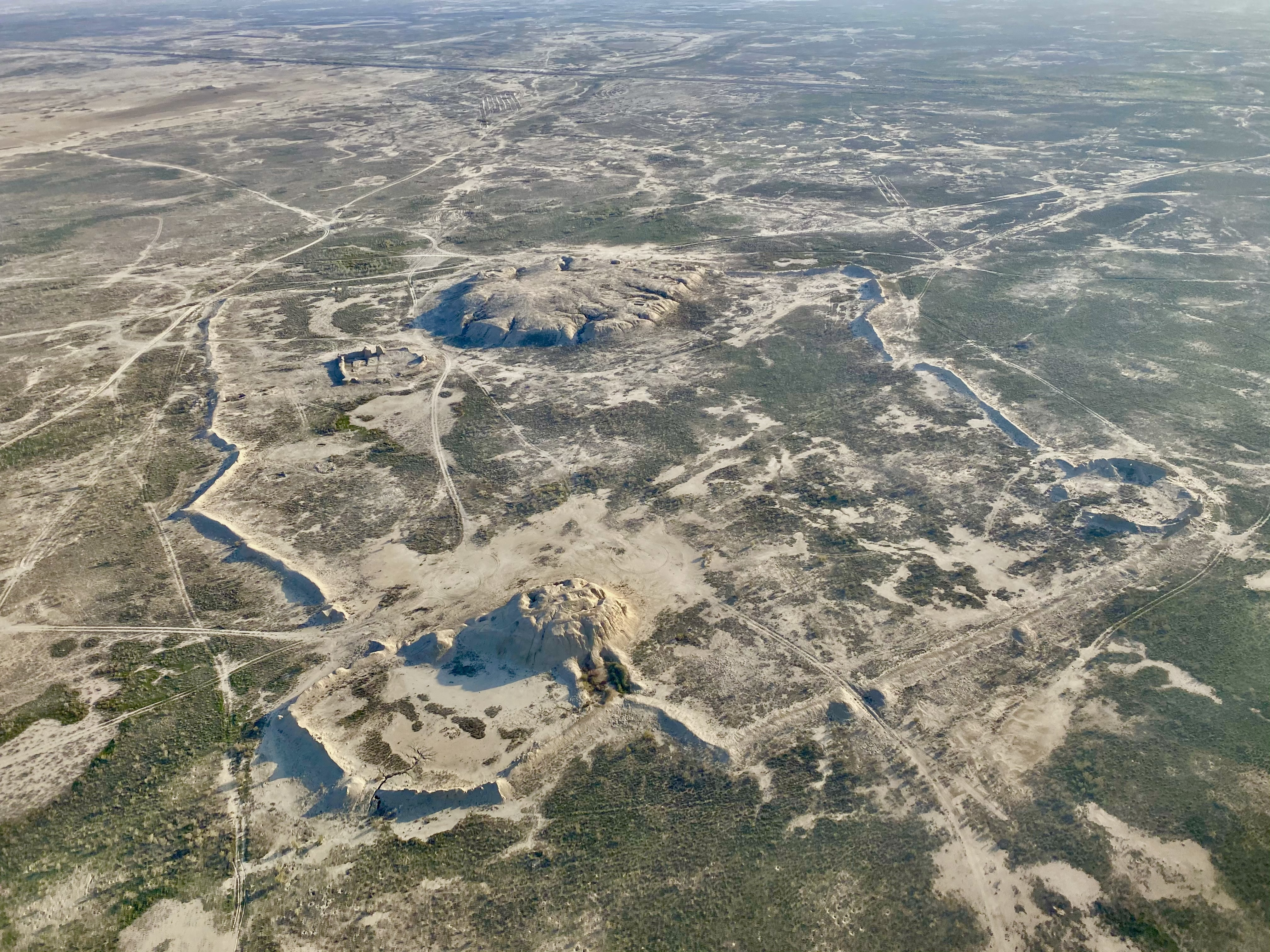
Überreste der ehemaligen Festung Altynasar aus dem 5. bis 8. Jahrhundert
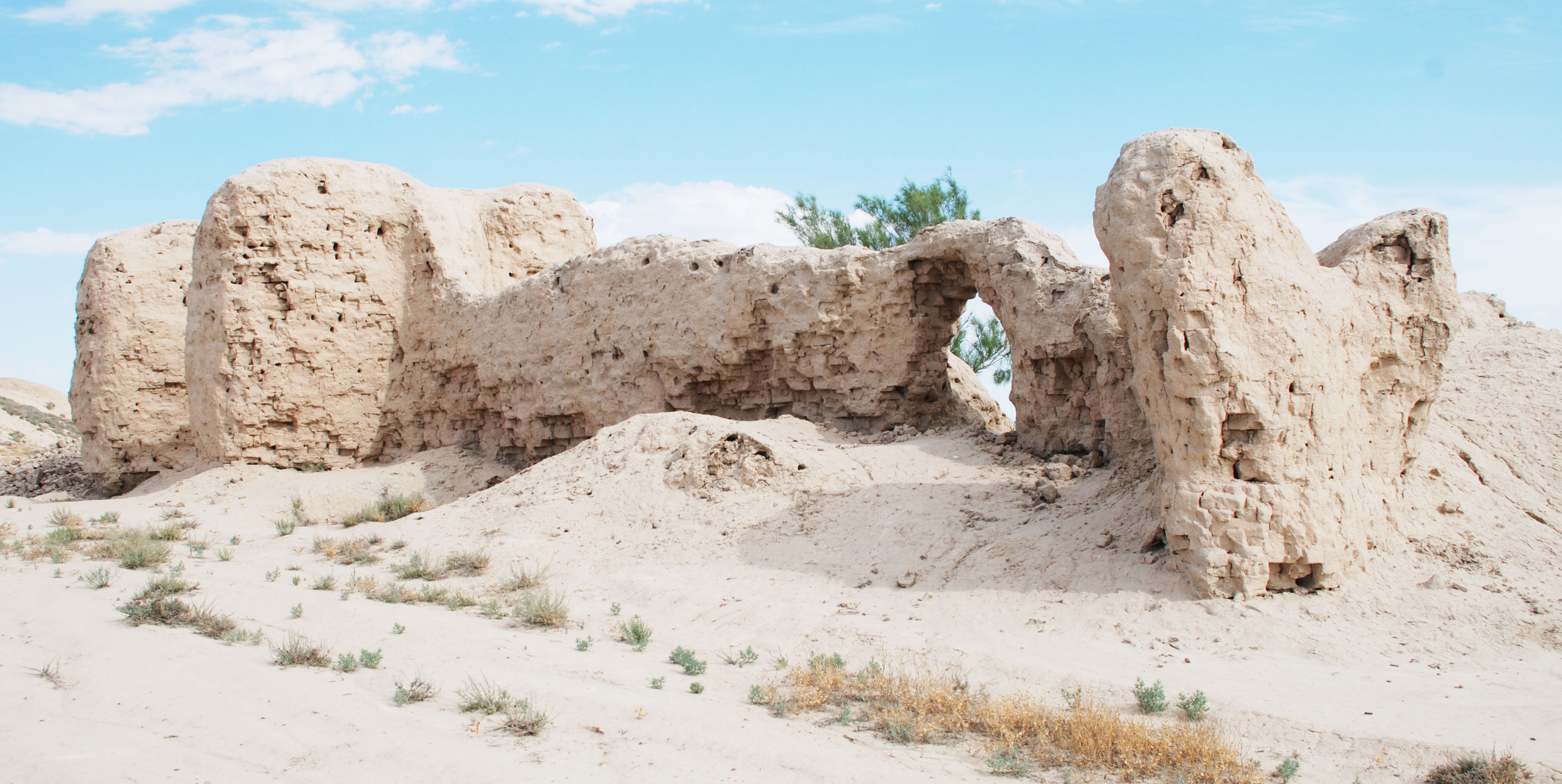
Überreste in Altynasar
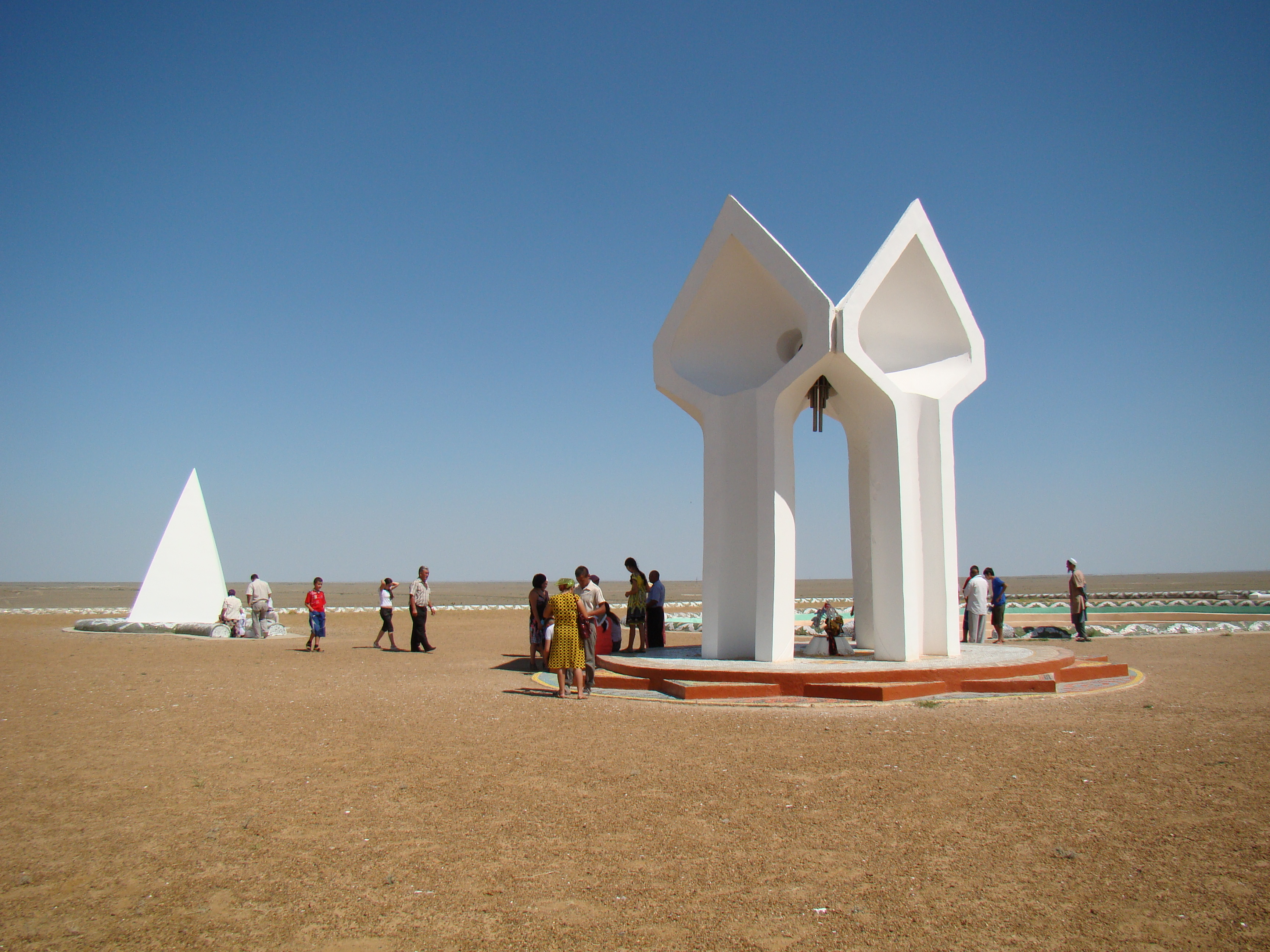
Gedenkkomplex Qorqyt Ata